# Dodger Stadium
El Dodger Stadium és un estadi de beisbol de la ciutat de Los Angeles, a l'estat nord-americà de Califòrnia.
Aquest estadi és el més gran del món del beisbol amb 56.000 espectadors, superant l'Estadi Llatinoamericà de l'Havana a Cuba. També és el tercer estadi més antic de beisbol dels Estats Units, només superat pel Fenway Park de Boston, construït l'any 1911, i el Wrigley Field de Chicago construït l'any 1914.

## Història
L'any 1958 l'equip de Los Angeles Dodgers va adquirir 352 hectàrees a la zona de la barranca de Chávez iniciant així la construcció de l'estadi, mentrestant l'equip va haver de jugar en el Momorial Coliseum de Los Angeles, entre 1962 i 1965 van jugar a l'estadi dels Los Angeles Angels of Anaheim, com l'estadi tenia el nom d'un equip rival els angelins es referien a l'estadi com a Estadi Barranca de Chávez, venint d'aquí el sobrenom de l'estadi. Va ser el segon estadi a ser construït només amb inversió privada després del Yankee Stadium i l'últim fins a la construcció de l'AT&T Park.

### Renovació

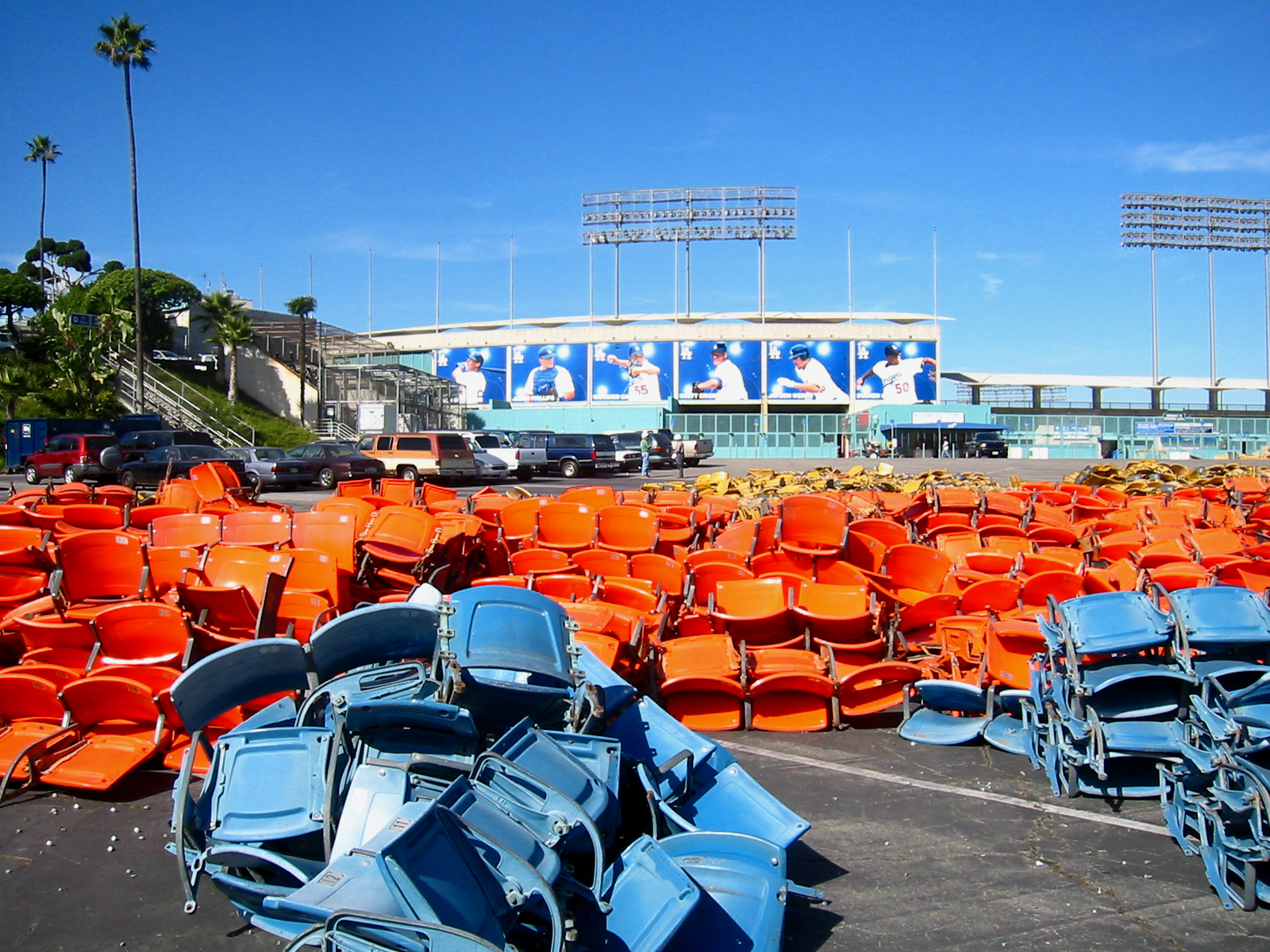
Renovació dels seients a l'any 2005.

L'any 2005 l'estadi va ser renovat, la principal obra que es faria a l'estadi era la substitució de tots els seients de l'estadi que es trobaven aquí des de mitjans dels anys 1970, substituint-los per seients del mateixos colors, que eren groc, blau, taronja, vermell i blau turquesa, l'any 2008 es va anunciar la construcció d'un museu, restaurants i botigues a l'estadi.